# Ana Blanco López

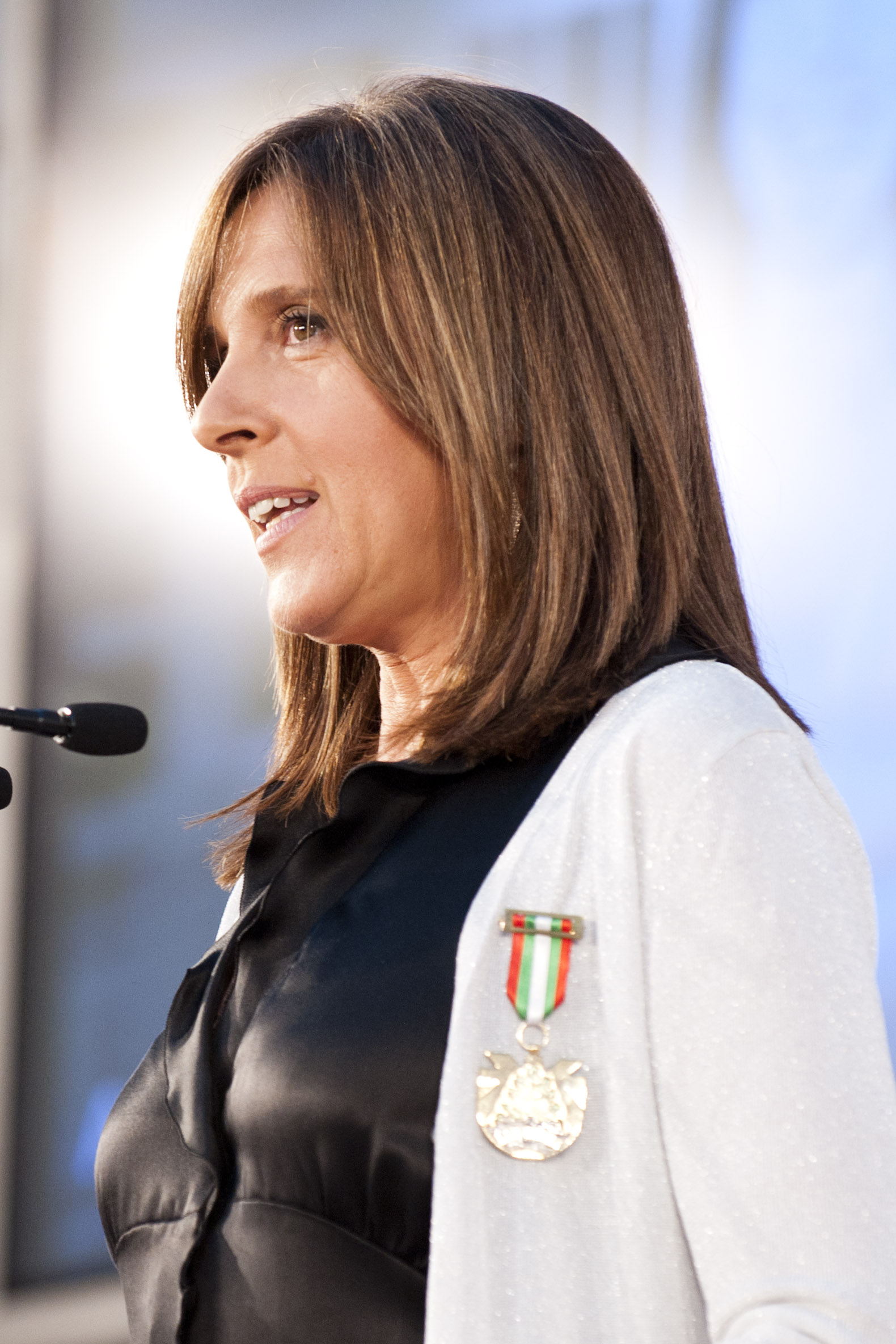
Ana Blanco

Ana Isabel Blanco López (Bilbao, 28 november 1960) is een Spaans journalist en nieuwslezeres. Zij presenteert het Telediario (een nieuwbulletin) van 15.00 uur op de publieke zender La 1.  
Ana Blanco heeft pedagogie gestudeerd aan de Universiteit Deusto in Bilbao. Tijdens haar studie verdient ze bij als medewerker van het programma Los 40 principales van de zender Cadena SER. Na werkzaam te zijn geweest bij Telemadrid, wordt ze in 1990 aangenomen bij Televisión Española. Sindsdien heeft ze alle journaals op de publieke zenders al eens gepresenteerd. Daarnaast heeft ze een aantal speciale uitzendingen gepresenteerd, waarvan vooral de live-edities na de aanslagen in New York van 11 september 2001, de terroristische aanslagen in Madrid van 11 maart 2004 en het huwelijk tussen kroonprins Felipe en Letizia Ortiz opvielen. Ook presenteert ze de verkiezingsuitzendingen bij Tve.
1. ↑  El Cierre Digital avanzó jubilación presentadora Ana Blanco RTVE | El Cierre Digital. web.archive.org (22 februari 2024). Gearchiveerd op 22 februari 2024. Geraadpleegd op 12 juli 2024.